# Трисилицид тетрарутения
Трисилицид тетрарутения — бинарное неорганическое соединение
рутения и кремния
с формулой Ru4Si3,
кристаллы.

## Получение
- Сплавление стехиометрических количеств чистых веществ:

{\displaystyle {\mathsf {4Ru+3Si\ {\xrightarrow {1695^{o}C}}\ Ru_{4}Si_{3}}}}

## Физические свойства
Трисилицид тетрарутения образует кристаллы
ромбической сингонии,
пространственная группа P nma,
параметры ячейки a = 0,51872 нм, b = 0,40239 нм, c = 1,71584 нм, Z = 4
.
Соединение инконгруэнтно плавится при температуре 1695°C (1557°C ).